# Sportsociologie
De sportsociologie is een deeldiscipline binnen de sociologie waarbij gefocust wordt op sportbeoefening en -beleving als een sociaal fenomeen. Het is een studiegebied over de verschillende socioculturele structuren, patronen en organisaties die betrokken zijn bij het fenomeen sport.
Er zijn veel verschillende perspectieven van waaruit sport bestudeerd kan worden. Om deze perspectieven ten volle uit te werken worden vaak binaire onderverdelingen gehanteerd: bijvoorbeeld professionele sport en amateursport, populaire sporten en elitesporten, actieve en passieve sportbeleving, mannelijke sporters en vrouwelijke sporters, etc. Als gevolg van feministische en andere reflexieve, revolutionaire paradigma's wordt sport soms gezien als een gecontesteerde activiteit; ofwel een activiteit die in het centrum staat van bepaalde individuele of groepsbelangen. Vanuit dat oogpunt wordt sport gelinkt aan genderpatronen, massamedia of staatspolitiek. Veel naties gebruiken bijvoorbeeld de nationale voetbalploeg als een manier om nationalisme en vaderlandsgevoelens aan te wakkeren.
De opkomst van de sportsociologie dateert uit het einde van de 19de eeuw, hoewel de sociologische discipline toen nog niet deze naam kreeg. In die tijd ontstonden de eerste sociaal-psychologische experimenten die de groepseffecten bestudeerden van competitie en pace-making. Naast de culturele antropologie en haar interesse in spellen in de menselijke cultuur, was Johan Huizinga met zijn Homo Ludens een van de eerste sociale wetenschappers die zich bezig hield met het bestuderen van sport als een algemeen verschijnsel. Ook Thorstein Veblen met zijn theorie van de vrijetijdsklasse is een vooraanstaande grondlegger van de sportsociologie.
In de jaren 70 verwerft de sportsociologie veel aandacht als een georganiseerd, legitiem studieveld. De North American Society for the Sociology of Sport werd in 1978 gecreëerd met de bedoeling het studieveld in kaart te brengen. Het aan de organisatie gelinkte onderzoeksblad the Sociology of Sport Journal ontstond in 1984.
Tegenwoordig identificeren de meeste sportsociologen zich op zijn minst met een van de vier essentiële theorieën die de relatie tussen sport en maatschappij definiëren, met name het structureel functionalisme, de conflicttheorie, de kritische theorie en het symbolisch interactionisme.